# Pedro Nel Jiménez Obando
Pedro Nel Jiménez Obando (1950- 1 de septiembre de 1986 Villavicencio, Meta) Fue un abogado y político colombiano. Senador y miembro de la Unión Patriótica asesinado en 1986.

## Biografía
Fue abogado de la Universidad Externado de Colombia, personero municipal de Villavicencio (Meta), Presidente del Comité Permanente por la defensa de los Derechos Humanos en el Meta y abogado de presos políticos. Miembro del Partido Comunista y elegido senador por la Unión Patriótica en 1986. Miembro del Comité Regional del Meta del Partido Comunista Colombiano, diputado de la Asamblea del Meta  y luego en 1986 elegido como senador por la UP. Fue una de las víctimas del genocidio de la Unión Patriótica.

## Muerte
Fue asesinado en la vía Villavicencio a Puerto López, por sicarios en motocicleta al parecer con colaboración de miembros del Ejército Nacional.
Asesinado en Villavicencio sobre las 12 m cuando recogía a su hija de 10 años de edad, en el colegio Normal Nacional de Villavicencio, por dos hombres que se movilizaban en una motocicleta Yamaha Calibmatic 175 cc color negra, según algunas versiones la motocicleta era conducida por un miembro del ejército y quién disparó fue el teniente (r) Arnulfo Castillo Agudelo, conocido como “Rasguño”, quien hacía parte de la estructura paramilitar de Víctor Carranza, cuando Pedro Nel se disponía abrir la puerta del copiloto, recibió los primeros impactos de proyectiles disparados por "Rasguño", cuando la hija de Pedro Nel pide ayuda porque su papá al parecer aún está vivo, "Rasguño" se devuelve, se arrodilla y lo ultima con un disparo en la sien.

## Homenajes
Una institución educativa en el municipio de Vistahermosa (Meta) lleva su nombre. También el Frente 31 de las FARC-EP llevaba su nombre.